# Nélida Sara Troncoso
Nélida Sara Troncoso (1914 - 1988) foi uma botânica argentina.
Trabalhou muitos anos no "Instituto de Botánica Darwinion", San Isidro.
Tem aproximadamente 100 registros de suas identificações e classificações botânicas de novas espécies, que foram publicadas habitualmente em: Hickenia;  Darwiniana;  Colecc. Ci. Inst. Nac. Tecnol. Agropecu.; Zuloaga & Morrone (eds.), Cat. Pl. Vasc. Rep. Arg. 2 (Monogr. Syst. Bot. Missouri Bot. Gard. 74).

## Algumas publicações
- 1974. Troncoso, NS. Los géneros de Verbenaceae de Sudamérica extra tropical (Argentina, Chile, Bolivia, Uruguay & sur de Brasil). Darwiniana 18: 295–412.

### Colaborações
- Flora ilustrada de Entre Ríos (Argentina). Planejada e dirigida por Arturo Burkart (1969-1978) ; continuada por Nélida S. Troncoso de Burkart e Nélida M. Bacigalupo. BsAs : Instituto Nacional de Tecnología Agropecuaria, 1969-1987. - 4 dl. : ill. ; 28 cm - Coleção cientifica do INTA ; t. 6, pt. 2, 3, 5, 6) - Nota: II. Gramimeas : a família dos pastos. III. Dicotiledóneas Arquiclamídeas. A. Salicales a Rosales (incluso Leguminosas). V-VI. Dicotiledóneas Metaclamídeas (Gamopétalas). A. Primulales, Plumbaginales. Ebenales, Contortales, Tubiflorales, Callitrichales, Plantiginales. B. Rubiales, Cucurbitales, Campanulales (incluindo Compostas)